# Verwaltungsgemeinschaft Münchenbernsdorf
De Verwaltungsgemeinschaft Münchenbernsdorf is een gemeentelijk samenwerkingsverband van acht gemeenten in de landkreis Greiz in de Duitse deelstaat Thüringen. Het bestuurscentrum bevindt zich in Münchenbernsdorf.

## Deelnemende gemeenten
De volgende gemeenten maken deel uit van de Verwaltungsgemeinschaft:
1. Bocka
2. Hundhaupten
3. Lederhose
4. Lindenkreuz
5. Münchenbernsdorf stad
6. Saara
7. Schwarzbach
8. Zedlitz